# Grenada na Letnich Igrzyskach Olimpijskich 2020
Grenada na Letnich Igrzyskach Olimpijskich 2020 – występ kadry sportowców reprezentujących Grenadę na igrzyskach olimpijskich, które odbyły się w Tokio w Japonii, w dniach 23 lipca – 8 sierpnia 2021 roku.
Reprezentacja Grenady liczyła sześcioro zawodników – czterech mężczyzn i dwie kobiety, którzy wystąpili w 2 dyscyplinach.
Był to dziesiąty start tego kraju na letnich igrzyskach olimpijskich.

## Zdobyte medale
| Medal | Zawodnik     | Dyscyplina    | Konkurencja            | Rezultat | Data       |
| ----- | ------------ | ------------- | ---------------------- | -------- | ---------- |
| Brąz  | Kirani James | Lekkoatletyka | Bieg na 400 m mężczyzn | 44,19    | 5 sierpnia |

## Reprezentanci

### Lekkoatletyka
Mężczyźni
| Zawodnik     | Konkurencja | Runda 1 | Runda 1 | Półfinał | Półfinał | Finał | Finał   |
| Zawodnik     | Konkurencja | Czas    | Miejsce | Czas     | Miejsce  | Czas  | Miejsce |
| ------------ | ----------- | ------- | ------- | -------- | -------- | ----- | ------- |
| Kirani James | 400 m       | 45,09   | 8. Q    | 43,88    | 1. Q     | 44,19 | brąz    |

| Zawodnik        | Konkurencja    | Kwalifikacje | Kwalifikacje | Finał    | Finał   |
| Zawodnik        | Konkurencja    | Rezultat     | Miejsce      | Rezultat | Miejsce |
| --------------- | -------------- | ------------ | ------------ | -------- | ------- |
| Anderson Peters | rzut oszczepem | 80,42 m      | 15.          | NQ       | NQ      |

| Zawodnik      | Konkurencja   |          | 100 m | Skok w dal | Pchnięcie kulą | Skok wzwyż | 400 m | 110 ppł | Rzut dyskiem | Skok o tyczce | Rzut oszczepem | 1500 m  | Wynik | Pozycja |
| ------------- | ------------- | -------- | ----- | ---------- | -------------- | ---------- | ----- | ------- | ------------ | ------------- | -------------- | ------- | ----- | ------- |
| Lindon Victor | dziesięciobój | Rezultat | 10,67 | 7,24 m     | 15,39 m        | 2,02 m     | 49,21 | 14,83   | 49,75 m      | 4,90 m        | 71,56 m        | 4:54,32 | 8414  | 7.      |
| Lindon Victor | dziesięciobój | Punkty   | 935   | 871        | 814            | 822        | 851   | 870     | 865          | 880           | 913            | 593     | 8414  | 7.      |

Kobiety
| Zawodniczka   | Konkurencja | Runda 1 | Runda 1 | Półfinał | Półfinał | Finał | Finał   |
| Zawodniczka   | Konkurencja | Czas    | Miejsce | Czas     | Miejsce  | Czas  | Miejsce |
| ------------- | ----------- | ------- | ------- | -------- | -------- | ----- | ------- |
| Meleni Rodney | 400 m       | DNF     | DNF     | NQ       | NQ       | NQ    | NQ      |

### Pływanie
Mężczyźni
| Zawodnik     | Konkurencja        | Eliminacje | Eliminacje | Półfinał | Półfinał | Finał | Finał   |
| Zawodnik     | Konkurencja        | Czas       | Miejsce    | Czas     | Miejsce  | Czas  | Miejsce |
| ------------ | ------------------ | ---------- | ---------- | -------- | -------- | ----- | ------- |
| Delron Felix | 100 m st. dowolnym | 52,99      | 58.        | NQ       | NQ       | NQ    | NQ      |

Kobiety
| Zawodniczka   | Konkurencja           | Eliminacje | Eliminacje | Półfinał | Półfinał | Finał | Finał   |
| Zawodniczka   | Konkurencja           | Czas       | Miejsce    | Czas     | Miejsce  | Czas  | Miejsce |
| ------------- | --------------------- | ---------- | ---------- | -------- | -------- | ----- | ------- |
| Kimberly Ince | 100 m st. grzbietowym | 1:10,24    | 41.        | NQ       | NQ       | NQ    | NQ      |